# Liste der Australian-Open-Sieger (Herrendoppel)
Diese Liste enthält alle Finalisten im Herrendoppel bei den Australasian championships (bis 1926), den Australian championships (bis 1968) und den Australian Open. Adrian Quist ist mit 10 Titeln Rekordchampion im Doppel.
| Jahr                | Sieger                                                     | Finalgegner                                                | Ergebnis                                                   |
| ------------------- | ---------------------------------------------------------- | ---------------------------------------------------------- | ---------------------------------------------------------- |
| 1905                | Randolph Lycett Tom Tachell                                | Edgar T. Barnard Basil Spence                              | 11:9, 8:6, 1:6, 4:6, 6:1                                   |
| 1906                | Rodney Heath Anthony Wilding                               | Cecil Cleve Cox Harry Parker                               | 6:2, 6:4, 6:2                                              |
| 1907                | William Gregg Harry Parker                                 | Horace Rice George Wright                                  | 6:2, 3:6, 6:2, 6:2                                         |
| 1908                | Fred Alexander Alfred Dunlop                               | Granville G. Sharp Anthony Wilding                         | 6:3, 6:2, 6:1                                              |
| 1909                | J. P. Keane Ernie Parker                                   | Tom Crooks Anthony Wilding                                 | 1:6, 6:1, 6:1, 9:7                                         |
| 1910                | Ashley Campbell Horace Rice                                | Rodney Heath J. L. O’Dea                                   | 6:3, 6:3, 6:2                                              |
| 1911                | Rodney Heath Randolph Lycett                               | John J. Addison Norman Brookes                             | 6:2, 7:5, 6:0                                              |
| 1912                | Charles Dixon James Cecil Parke                            | Alfred Beamish Gordon Lowe                                 | 6:4, 6:4, 6:2                                              |
| 1913                | Alf Hedeman Ernie Parker                                   | Harry Parker Roy Taylor                                    | 8:6, 4:6, 6:4, 6:4                                         |
| 1914                | Ashley Campbell Gerald Patterson                           | Rodney Heath Arthur O’Hara Wood                            | 7:5, 3:6, 6:3, 6:3                                         |
| 1915                | Horace Rice Clarence Todd                                  | Gordon Lowe Bert St. John                                  | 8:6, 6:4, 7:9, 6:3                                         |
| 1916–1918           | ausgefallen (Erster Weltkrieg)                             | ausgefallen (Erster Weltkrieg)                             | ausgefallen (Erster Weltkrieg)                             |
| 1919                | Pat O’Hara Wood Ronald Thomas                              | James Anderson Arthur Lowe                                 | 7:5, 6:1, 7:9, 3:6, 6:3                                    |
| 1920                | Pat O’Hara Wood Ronald Thomas                              | Horace Rice Roy Taylor                                     | 6:1, 6:0, 7:5                                              |
| 1921                | Sidney H. Eaton Rhys Gemmell                               | N. Brearley Edward Stokes                                  | 7:5, 6:3, 6:3                                              |
| 1922                | John Hawkes Gerald Patterson                               | James Anderson Norman Peach                                | 8:10, 6:0, 6:0, 7:5                                        |
| 1923                | Pat O’Hara Wood Bert St. John                              | Dudley Bullough Horace Rice                                | 6:4, 6:3, 3:6, 6:0                                         |
| 1924                | James Anderson Norman Brookes                              | Pat O’Hara Wood Gerald Patterson                           | 6:2, 6:4, 6:3                                              |
| 1925                | Pat O’Hara Wood Gerald Patterson                           | James Anderson Frederick Kalms                             | 6:4, 8:6, 7:5                                              |
| 1926                | John Hawkes Gerald Patterson                               | James Anderson Pat O’Hara Wood                             | 6:1, 6:4, 6:2                                              |
| 1927                | John Hawkes Gerald Patterson                               | Pat O’Hara Wood Ian McInnes                                | 8:6, 6:2, 6:1                                              |
| 1928                | Jean Borotra Jacques Brugnon                               | Gar Moon James Willard                                     | 6:2, 4:6, 6:4, 6:4                                         |
| 1929                | Jack Crawford Harry Hopman                                 | Jack Cummings Gar Moon                                     | 6:1, 6:8, 4:6, 6:1, 6:3                                    |
| 1930                | Jack Crawford Harry Hopman                                 | Tim Fitchett John Hawkes                                   | 8:6, 6:1, 2:6, 6:3                                         |
| 1931                | Charles Donohoe Ray Dunlop                                 | Jack Crawford Harry Hopman                                 | 8:6, 6:2, 5:7, 7:9, 6:4                                    |
| 1932                | Jack Crawford Gar Moon                                     | Harry Hopman Gerald Patterson                              | 12:10, 6:3, 4:6, 6:4                                       |
| 1933                | Keith Gledhill Ellsworth Vines                             | Jack Crawford Gar Moon                                     | 6:4, 10:8, 6:2                                             |
| 1934                | Pat Hughes Fred Perry                                      | Adrian Quist Donald Turnbull                               | 6:8, 6:3, 6:4, 3:6, 6:3                                    |
| 1935                | Jack Crawford Vivian McGrath                               | Pat Hughes Fred Perry                                      | 6:4, 8:6, 6:2                                              |
| 1936                | Adrian Quist Donald Turnbull                               | Jack Crawford Vivian McGrath                               | 6:8, 8:2, 6:1, 3:6, 6:2                                    |
| 1937                | Adrian Quist Donald Turnbull                               | John Bromwich Jack Harper                                  | 6:2, 9:7, 1:6, 6:8, 6:4                                    |
| 1938                | John Bromwich Adrian Quist                                 | Henner Henkel Gottfried von Cramm                          | 7:5, 6:4, 6:0                                              |
| 1939                | John Bromwich Adrian Quist                                 | Colin Long Donald Turnbull                                 | 6:4, 7:5, 6:2                                              |
| 1940                | John Bromwich Adrian Quist                                 | Jack Crawford Vivian McGrath                               | 6:3, 7:5, 6:1                                              |
| 1941–1945           | ausgefallen (Zweiter Weltkrieg)                            | ausgefallen (Zweiter Weltkrieg)                            | ausgefallen (Zweiter Weltkrieg)                            |
| 1946                | John Bromwich Adrian Quist                                 | Max Newcombe Leonard Schwartz                              | 6:3, 6:1, 9:7                                              |
| 1947                | John Bromwich Adrian Quist                                 | Frank Sedgman George Worthington                           | 6:1, 6:3, 6:1                                              |
| 1948                | John Bromwich Adrian Quist                                 | Colin Long Frank Sedgman                                   | 1:6, 6:8, 9:7, 6:3, 8:6                                    |
| 1949                | John Bromwich Adrian Quist                                 | Geoffrey Brown Bill Sidwell                                | 1:6, 7:5, 6:2, 6:3                                         |
| 1950                | John Bromwich Adrian Quist                                 | Jaroslav Drobný Eric Sturgess                              | 6:3, 5:7, 4:6, 6:3, 8:6                                    |
| 1951                | Ken McGregor Frank Sedgman                                 | John Bromwich Adrian Quist                                 | 11:9, 2:6, 6:3, 4:6, 6:3                                   |
| 1952                | Ken McGregor Frank Sedgman                                 | Don Candy Mervyn Rose                                      | 6:4, 7:5, 6:3                                              |
| 1953                | Lew Hoad Ken Rosewall                                      | Don Candy Mervyn Rose                                      | 9:11, 6:4, 10:8, 6:4                                       |
| 1954                | Rex Hartwig Mervyn Rose                                    | Neale Fraser Clive Wilderspin                              | 6:3, 6:4, 6:2                                              |
| 1955                | Vic Seixas Tony Trabert                                    | Lew Hoad Ken Rosewall                                      | 6:3, 6:2, 2:6, 3:6, 6:1                                    |
| 1956                | Lew Hoad Ken Rosewall                                      | Don Candy Mervyn Rose                                      | 10:8, 13:11, 6:4                                           |
| 1957                | Neale Fraser Lew Hoad                                      | Mal Anderson Ashley Cooper                                 | 6:3, 8:6, 6:4                                              |
| 1958                | Ashley Cooper Neale Fraser                                 | Roy Emerson Bob Mark                                       | 7:5, 6:8, 3:6, 6:3, 7:5                                    |
| 1959                | Rod Laver Bob Mark                                         | Don Candy Robert Howe                                      | 9:7, 6:4, 6:2                                              |
| 1960                | Rod Laver Bob Mark                                         | Roy Emerson Neale Fraser                                   | 1:6, 6:2, 6:4, 6:4                                         |
| 1961                | Rod Laver Bob Mark                                         | Roy Emerson Martin Mulligan                                | 6:3, 7:5, 3:6, 9:11 6:2                                    |
| 1962                | Roy Emerson Neale Fraser                                   | Bob Hewitt Fred Stolle                                     | 4:6, 4:6, 6:1 6:4, 11:9                                    |
| 1963                | Bob Hewitt Fred Stolle                                     | Ken Fletcher John Newcombe                                 | 6:2, 3:6, 6:3, 3:6, 6:3                                    |
| 1964                | Bob Hewitt Fred Stolle                                     | Roy Emerson Ken Fletcher                                   | 6:4, 7:5, 3:6, 4:6, 14:12                                  |
| 1965                | John Newcombe Tony Roche                                   | Roy Emerson Fred Stolle                                    | 3:6, 4:6, 13:11, 6:3, 6:4                                  |
| 1966                | Roy Emerson Fred Stolle                                    | John Newcombe Tony Roche                                   | 7:9, 6:3, 6:8, 14:12, 12:10                                |
| 1967                | John Newcombe Tony Roche                                   | Bill Bowrey Owen Davidson                                  | 3:6, 6:3, 7:5, 6:8, 8:6                                    |
| 1968                | Dick Crealy Allan Stone                                    | Terry Addison Ray Keldie                                   | 10:8, 6:4, 6:3                                             |
| Beginn der Open Era |                                                            |                                                            |                                                            |
| 1969                | Roy Emerson Rod Laver                                      | Ken Rosewall Fred Stolle                                   | 6:4, 6:4                                                   |
| 1970                | Bob Lutz Stan Smith                                        | John Alexander Phil Dent                                   | 8:6, 6:3, 6:4                                              |
| 1971                | John Newcombe Tony Roche                                   | Tom Okker Marty Riessen                                    | 6:2, 7:6                                                   |
| 1972                | Ken Rosewall Owen Davidson                                 | Ross Case Geoff Masters                                    | 3:6, 7:6, 6:2                                              |
| 1973                | Mal Anderson John Newcombe                                 | John Alexander Phil Dent                                   | 6:3, 6:4, 7:6                                              |
| 1974                | Ross Case Geoff Masters                                    | Syd Ball Bob Giltinan                                      | 6:7, 6:3, 6:4                                              |
| 1975                | John Alexander Phil Dent                                   | Bob Carmichael Allan Stone                                 | 6:3, 7:6                                                   |
| 1976                | John Newcombe Tony Roche                                   | Ross Case Geoff Masters                                    | 7:6, 6:4                                                   |
| 1977 (Januar)       | Arthur Ashe Tony Roche                                     | Charlie Pasarell Erik van Dillen                           | 6:4, 6:4                                                   |
| 1977 (Dezember)     | Ray Ruffels Allan Stone                                    | John Alexander Phil Dent                                   | 7:6, 7:6                                                   |
| 1978                | Wojciech Fibak Kim Warwick                                 | Paul Kronk Cliff Letcher                                   | 7:6, 7:5                                                   |
| 1979                | Peter McNamara Paul McNamee                                | Paul Kronk Cliff Letcher                                   | 7:6, 6:2                                                   |
| 1980                | Mark Edmondson Kim Warwick                                 | Peter McNamara Paul McNamee                                | 7:5, 6:4                                                   |
| 1981                | Mark Edmondson Kim Warwick                                 | Hank Pfister John Sadri                                    | 6:3, 6:7, 6:3                                              |
| 1982                | John Alexander John Fitzgerald                             | Andy Andrews John Sadri                                    | 6:4, 7:6                                                   |
| 1983                | Mark Edmondson Paul McNamee                                | Steve Denton Sherwood Stewart                              | 6:3, 7:6                                                   |
| 1984                | Mark Edmondson Sherwood Stewart                            | Joakim Nyström Mats Wilander                               | 6:2, 6:2, 7:5                                              |
| 1985                | Paul Annacone Christo van Rensburg                         | Mark Edmondson Kim Warwick                                 | 3:6, 7:6, 6:4, 6:4                                         |
| 1986                | kein Turnier (Umstellung auf den Austragungstermin Januar) | kein Turnier (Umstellung auf den Austragungstermin Januar) | kein Turnier (Umstellung auf den Austragungstermin Januar) |
| 1987                | Stefan Edberg Anders Järryd                                | Peter Doohan Laurie Warder                                 | 6:4, 6:4, 7:6                                              |
| 1988                | Rick Leach Jim Pugh                                        | Jeremy Bates Peter Lundgren                                | 6:3, 6:2, 6:3                                              |
| 1989                | Rick Leach Jim Pugh                                        | Darren Cahill Mark Kratzmann                               | 6:4, 6:4, 6:4                                              |
| 1990                | Pieter Aldrich Danie Visser                                | Grant Connell Glenn Michibata                              | 6:4, 4:6, 6:1, 6:4                                         |
| 1991                | Scott Davis David Pate                                     | Patrick McEnroe David Wheaton                              | 6:7, 7:6, 6:3, 7:5                                         |
| 1992                | Todd Woodbridge Mark Woodforde                             | Kelly Jones Rick Leach                                     | 6:4, 6:3, 6:4                                              |
| 1993                | Danie Visser Laurie Warder                                 | John Fitzgerald Anders Järryd                              | 6:4, 6:3, 6:4                                              |
| 1994                | Jacco Eltingh Paul Haarhuis                                | Byron Black Jonathan Stark                                 | 6:7, 6:3, 6:4, 6:3                                         |
| 1995                | Jared Palmer Richey Reneberg                               | Mark Knowles Daniel Nestor                                 | 6:3, 3:6, 6:3, 6:2                                         |
| 1996                | Stefan Edberg Petr Korda                                   | Sébastien Lareau Alex O’Brien                              | 7:5, 7:5, 4:6, 6:1                                         |
| 1997                | Todd Woodbridge Mark Woodforde                             | Sébastien Lareau Alex O’Brien                              | 4:6, 7:5, 7:5, 6:3                                         |
| 1998                | Jonas Björkman Jacco Eltingh                               | Todd Woodbridge Mark Woodforde                             | 6:2, 5:7, 2:6, 6:4, 6:3                                    |
| 1999                | Jonas Björkman Patrick Rafter                              | Mahesh Bhupathi Leander Paes                               | 6:3, 4:6, 6:4, 6:710, 6:4                                  |
| 2000                | Ellis Ferreira Rick Leach                                  | Wayne Black Andrew Kratzmann                               | 6:4, 3:6, 6:3, 3:6, 18:16                                  |
| 2001                | Jonas Björkman Todd Woodbridge                             | Byron Black David Prinosil                                 | 6:1, 5:7, 6:4, 6:4                                         |
| 2002                | Mark Knowles Daniel Nestor                                 | Michaël Llodra Fabrice Santoro                             | 7:64, 6:3                                                  |
| 2003                | Michaël Llodra Fabrice Santoro                             | Mark Knowles Daniel Nestor                                 | 6:4, 3:6, 6:3                                              |
| 2004                | Michaël Llodra Fabrice Santoro                             | Bob Bryan Mike Bryan                                       | 7:64, 6:3                                                  |
| 2005                | Wayne Black Kevin Ullyett                                  | Bob Bryan Mike Bryan                                       | 6:4, 6:4                                                   |
| 2006                | Bob Bryan Mike Bryan                                       | Martin Damm Leander Paes                                   | 4:6, 6:3, 6:4                                              |
| 2007                | Bob Bryan Mike Bryan                                       | Jonas Björkman Maks Mirny                                  | 7:5, 7:5                                                   |
| 2008                | Jonathan Erlich Andy Ram                                   | Arnaud Clément Michaël Llodra                              | 7:5, 7:64                                                  |
| 2009                | Bob Bryan Mike Bryan                                       | Mahesh Bhupathi Mark Knowles                               | 2:6, 7:5, 6:0                                              |
| 2010                | Bob Bryan Mike Bryan                                       | Daniel Nestor Nenad Zimonjić                               | 6:3, 6:75, 6:3                                             |
| 2011                | Bob Bryan Mike Bryan                                       | Mahesh Bhupathi Leander Paes                               | 6:3, 6:4                                                   |
| 2012                | Leander Paes Radek Štěpánek                                | Bob Bryan Mike Bryan                                       | 7:61, 6:2                                                  |
| 2013                | Bob Bryan Mike Bryan                                       | Robin Haase Igor Sijsling                                  | 6:3, 6:4                                                   |
| 2014                | Łukasz Kubot Robert Lindstedt                              | Eric Butorac Raven Klaasen                                 | 6:3, 6:3                                                   |
| 2015                | Simone Bolelli Fabio Fognini                               | Pierre-Hugues Herbert Nicolas Mahut                        | 6:4, 6:4                                                   |
| 2016                | Jamie Murray Bruno Soares                                  | Daniel Nestor Radek Štěpánek                               | 2:6, 6:4, 7:5                                              |
| 2017                | Henri Kontinen John Peers                                  | Bob Bryan Mike Bryan                                       | 7:5, 7:5                                                   |
| 2018                | Oliver Marach Mate Pavić                                   | Juan Sebastián Cabal Robert Farah                          | 6:4, 6:4                                                   |
| 2019                | Pierre-Hugues Herbert Nicolas Mahut                        | Henri Kontinen John Peers                                  | 6:4, 7:61                                                  |
| 2020                | Rajeev Ram Joe Salisbury                                   | Max Purcell Luke Saville                                   | 6:4, 6:2                                                   |
| 2021                | Ivan Dodig Filip Polášek                                   | Rajeev Ram Joe Salisbury                                   | 6:3, 6:4                                                   |
| 2022                | Thanasi Kokkinakis Nick Kyrgios                            | Matthew Ebden Max Purcell                                  | 7:5, 6:4                                                   |
| 2023                | Rinky Hijikata Jason Kubler                                | Hugo Nys Jan Zieliński                                     | 6:4, 7:64                                                  |
| 2024                | Rohan Bopanna Matthew Ebden                                | Simone Bolelli Andrea Vavassori                            | 7:60, 7:5                                                  |
| 2025                | Harri Heliövaara Henry Patten                              | Simone Bolelli Andrea Vavassori                            | 6:716, 7:65, 6:3                                           |